# Walter Donzé

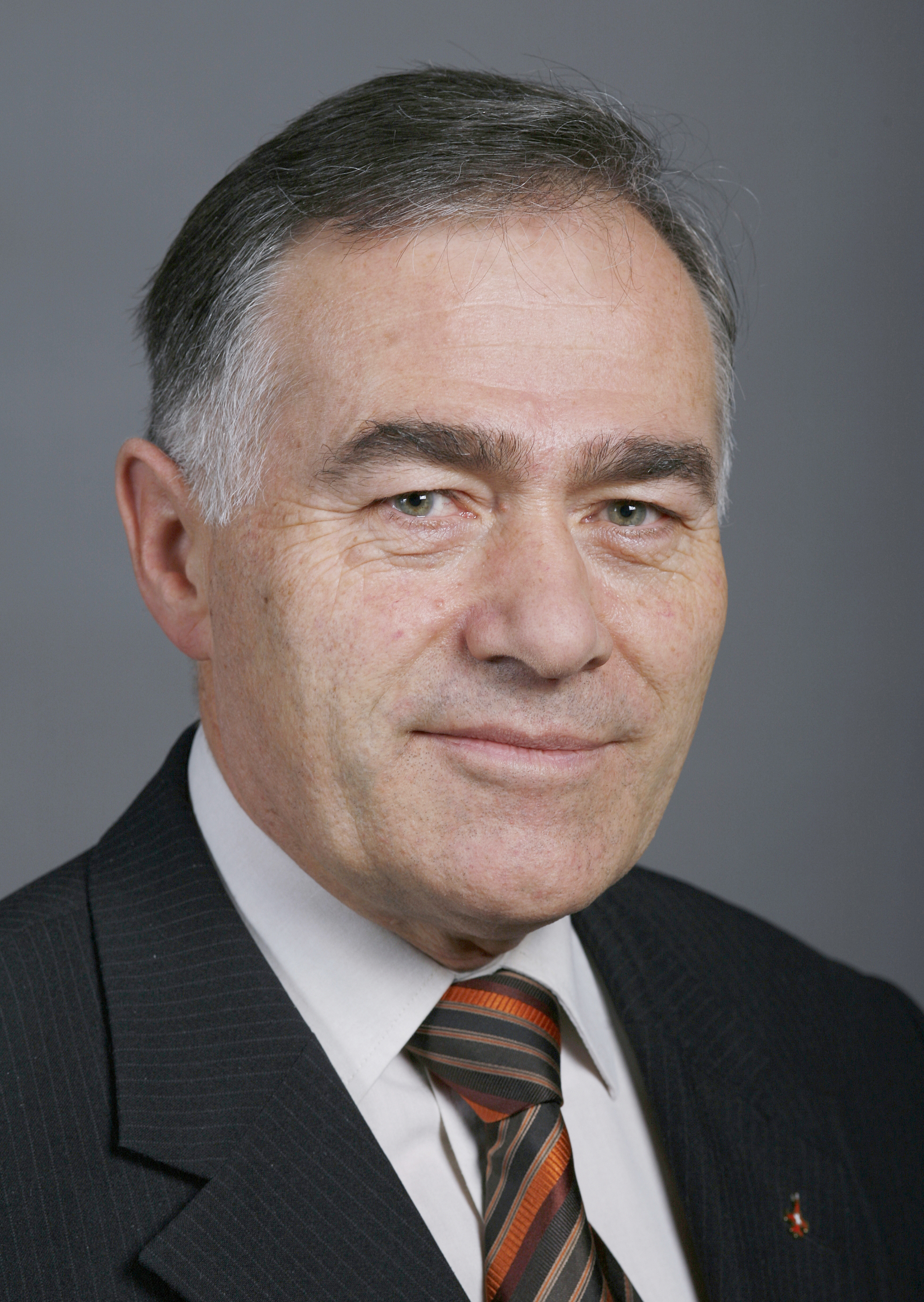
Walter Donzé (2007)

Walter Donzé (* 5. Mai 1946 in Luzern; heimatberechtigt in Luzern und Frutigen) ist ein Schweizer Politiker (EVP).

## Politik
Von 1990 bis 1993 war Donzé Gemeinderat in Frutigen und von 1994 bis 2001 Gemeinderatspräsident. Von 1998 bis 2000 war er Mitglied des Grossen Rats des Kantons Bern. Am 18. September 2000 rückte er während der Legislaturperiode als Nachfolger des zurückgetretenen Otto Zwygart junior in den Nationalrat nach.  In den Wahlen 2003 und 2007 wurde er wiedergewählt. Während seiner ganzen Amtszeit war er Mitglied der Staatspolitischen Kommission; zudem gehörte er von 2000 bis 2003 der Kommission für Wirtschaft und Abgaben und von 2003 bis 2010 der Sicherheitspolitischen Kommission an. Per 12. September 2010 trat er von seinem Amt zurück; für ihn rückte Marianne Streiff-Feller in den Nationalrat nach.

## Beruf
Donzé war Geschäftsführer und Vorstandsmitglied des in Frutigen beheimateten Missionswerks Medien Schriften Dienste (MSD).